# Черняевка (Костанайская область)
Черняевка (каз. Черняев) — село в Карасуском районе Костанайской области Казахстана. Входит в состав Черняевского сельского округа. Код КАТО — 395287700.

## Население
В 1999 году население села составляло 232 человека (111 мужчин и 121 женщина). По данным переписи 2009 года, в селе проживало 197 человек (97 мужчин и 100 женщин).